# Alice Rose Bergel
Alice Rose Bergel (* 15. Juni 1911 in Berlin; † 22. Januar 1998 in Orange, USA) war eine deutsch-amerikanische Romanistin und Germanistin.

## Leben
Alice Berger wuchs in Berlin auf. Sie besuchte die Auguste-Viktoria-Schule, bestand 1929 das Abitur und studierte Romanische Philologie und Latein in Berlin und Freiburg im Breisgau (1931). 1933 wurde sie in Berlin bei Ernst Gamillscheg promoviert. Von 1935 bis 1938 unterrichtete sie im Jüdischen Kinder- und Landschulheim Caputh. 1938 heiratete sie Kurt Bergel und emigrierte mit ihm 1939 nach England und von dort 1940 in die Vereinigten Staaten. Sie unterrichtete als Assistenzprofessorin am Deep Springs College (1941–1947), am East Los Angeles College in Monterey Park (1948–1976) und ab 1976 am Chapman College (heute Chapman University) in Orange (Kalifornien). Dort gründete sie mit ihrem Mann das Albert-Schweitzer-Institut. Sie starb im Alter von 86 Jahren an einer Krebserkrankung.

## Veröffentlichungen
- Der Ausdruck der passivischen Idee im Altfranzösischen.  Gronau, Jena und Leipzig 1934. (Dissertation Berlin 1933, Verfassername: Alice Berger)
- (Hrsg. mit Kurt Bergel) "Liebes Cembalinchen ...". Albert Schweitzer – Alice Ehlers. Eine Freundschaft in Briefen. Philo, Bodenheim bei Mainz 1997.
  - (Übersetzerin und Hrsg. mit Kurt Bergel) Albert Schweitzer and Alice Ehlers. A friendship in letters. University Press of America, Lanham, Md. 1991.
- (Übersetzerin mit Kurt Bergel) Albert Schweitzer: Memoirs of childhood and youth. Syracuse University Press, Syracuse, NY 1997.
- (Übersetzerin mit Kurt Bergel) Ferdinand von Saar: The stone breakers and other novellas.  Ariadne Press, Riverside, Calif. 1998.